# Aspilota petiolata
Aspilota petiolata är en stekelart som först beskrevs av Léon Abel Provancher 1886.  Aspilota petiolata ingår i släktet Aspilota och familjen bracksteklar. Inga underarter finns listade.